# Maumee (Ohio)

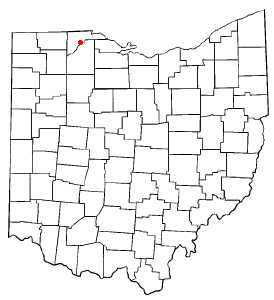
lokalizacja miasta

Maumee – miasto w Stanach Zjednoczonych, w północno-zachodniej części stanu Ohio, leżące nad rzeką o tej samej nazwie.
Liczba mieszkańców w 2000 roku wynosiła 15 237.